# Thủy điện Xekaman 1
Thủy điện Xekaman 1 là nhóm công trình thủy điện xây dựng trên dòng Sê Kaman, tại muang (huyện) Sanxai, tỉnh Attapeu, CHDCDN Lào .
Dự án Thủy điện Xekaman 1 có tổng công suất 322 MW, và gồm 2 bậc: Bậc trên là thủy điện Xekaman 1 và bậc dưới là thủy điện Xekaman Sanxay. Công trình khởi công tháng 3/2011, tích nước vào tháng 5/2015. Thủy điện Xekaman 1 phát điện TM1 vào tháng 8/2016 TM2 vào tháng 12/2016 

## Phân bố
- Thủy điện Xekaman 1 có công suất 290 MW gồm 2 tổ máy. Hồ nước có mực nước dâng bình thường 230 m, diện tích lưu vực 3.580 km², dung tích hồ chứa 4,86 tỷ m³, diện tích lòng hồ 149,8 km².
- Thủy điện Xekaman Sanxay có công suất 32 MW gồm 2 tổ máy. Hồ nước có mực nước dâng bình thường 124 m, diện tích lưu vực 3.740 km², diện tích lòng hồ 1,76 km².